# Véronique Durenne

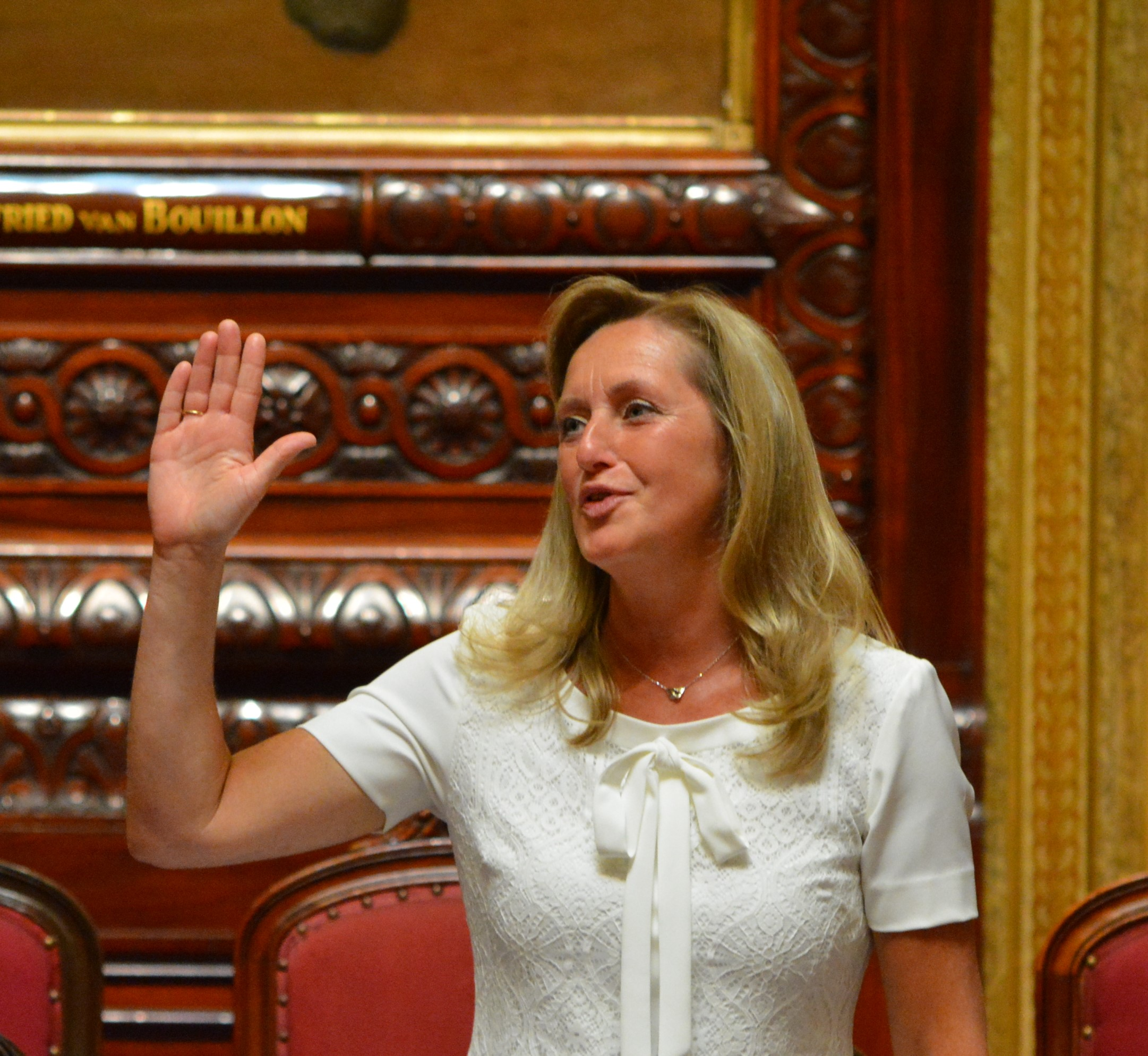
Véronique Durenne

Veronique Durenne (Doornik, 8 maart 1969) is een Belgisch politica voor de liberale MR.

## Levensloop
Beroepshalve werd Durenne zelfstandig apotheker.
Ze werd politiek actief voor de MR en werd voor deze partij in oktober 2006 verkozen tot gemeenteraadslid van Celles. In december 2006 trad ze toe tot het gemeentebestuur als schepen van Kinderopvang, Onderwijs en Cultuur. Na de gemeenteraadsverkiezingen van oktober 2012 werd ze burgemeester van de gemeente, als enige vrouw in Picardisch Wallonië. Durenne bleef deze functie uitoefenen tot eind 2018, zij het vanaf 2014 verhinderd ten tijde van haar parlementaire loopbaan. Nadien bleef Durenne gemeenteraadslid. 
In mei 2014 werd Durenne voor de kieskring Doornik-Aat-Moeskroen verkozen in het Waals Parlement en in het Parlement van de Franse Gemeenschap. In het Waals Parlement ging ze toeleggen op dossiers die belangrijk waren voor haar streek, zoals het binnenhalen van subsidies voor de bouw van een sporthal in Celles, en was ze van 2014 tot 2017 vicevoorzitter van de commissie Algemene Zaken en Internationale Betrekkingen, van 2015 tot 2017 vicevoorzitter van de commissie Openbare Werken, Sociale Actie en Gezondheid en van 2017 tot 2019 vicevoorzitter van de commissie Sociale Actie, Gezondheid en Openbaar Ambt. Ook onderwerpen als verkeersveiligheid, de reële kostprijs van afvalverwerking, de verhoging van de kinderbijslag voor kinderen met een handicap of de intrekking ervan in de strijd tegen schoolverzuim, de opvang voor slachtoffers van geweld en de hervorming van de financiering van bedden in verzorgingstehuizen konden op haar belangstelling rekenen. In januari 2019 wist ze samen met Véronique Salvi en Mathilde Vandorpe de oprichting te verwezenlijken van een technische commissie voor revalidatie binnen de afdelingen Welzijn en Gezondheid en Handicap van het Waals Agentschap voor Gezondheid, Sociale Bescherming, Handicap en Gezinnen. In het Parlement van de Franse Gemeenschap werd ze lid van de commissies Cultuur en Kind en Onderwijs voor Sociale Promotie, Jeugd, Vrouwenrechten en Gelijke Kansen. 
Bij de Waalse verkiezingen van mei 2019 stond Durenne als eerste opvolger op de lijst. Ze kon echter toch als parlementslid blijven zetelen door het ontslag van Alice Leeuwerck, die besloot om burgemeester van Komen-Waasten te blijven. Ze werd in het Waals Parlement van 2019 tot 2024 lid van de commissie Werk, Sociale Actie en Gezondheid en van 2023 tot 2024 zetelde ze eveneens in de commissie Openbaar Ambt, Toerisme en Patrimonium. In het Parlement van de Franse Gemeenschap was ze van 2019 tot 2024 lid van de commissie Kind, Gezondheid, Cultuur, Vrouwenrechten en Media. Daarnaast zetelde ze van 2019 tot 2024 als deelstaatsenator in de Senaat. Als parlementslid legde Durenne zich in de legislatuur 2019-2024 onder andere toe op de bewustwording rond endometriose en werkte ze in de Senaat mee aan de redactie van een resolutie over lichamelijke zelfbeschikking van vrouwen en het tegengaan van obstretisch en gynealogisch geweld op zwangere vrouwen.
Bij de Waalse verkiezingen van juni 2024 was Durenne opnieuw eerste opvolger. In december 2024 werd ze voor een derde keer Waals Parlementslid en volksvertegenwoordiger van de Franse Gemeenschap ter vervanging van Marie-Christine Marghem, die burgemeester van Doornik werd.
Daarnaast was ze van 2013 tot 2018 lid van de raad van bestuur van IDETA, de intercommunale voor economische ontwikkeling in Doornik-Aat, en van 2014 tot 2019 bestuurder bij de Fondation Rurale de Wallonie, het Waals overheidsagentschap voor plattelandsontwikkeling.